# پاهالادیگالا
پاهالادیگالا (به لاتین: Pahaladiggala) یک منطقهٔ مسکونی در سری‌لانکا است که در استان مرکزی (سری‌لانکا) واقع شده‌است.